# Церковь Рождества Христова (Шеланга)

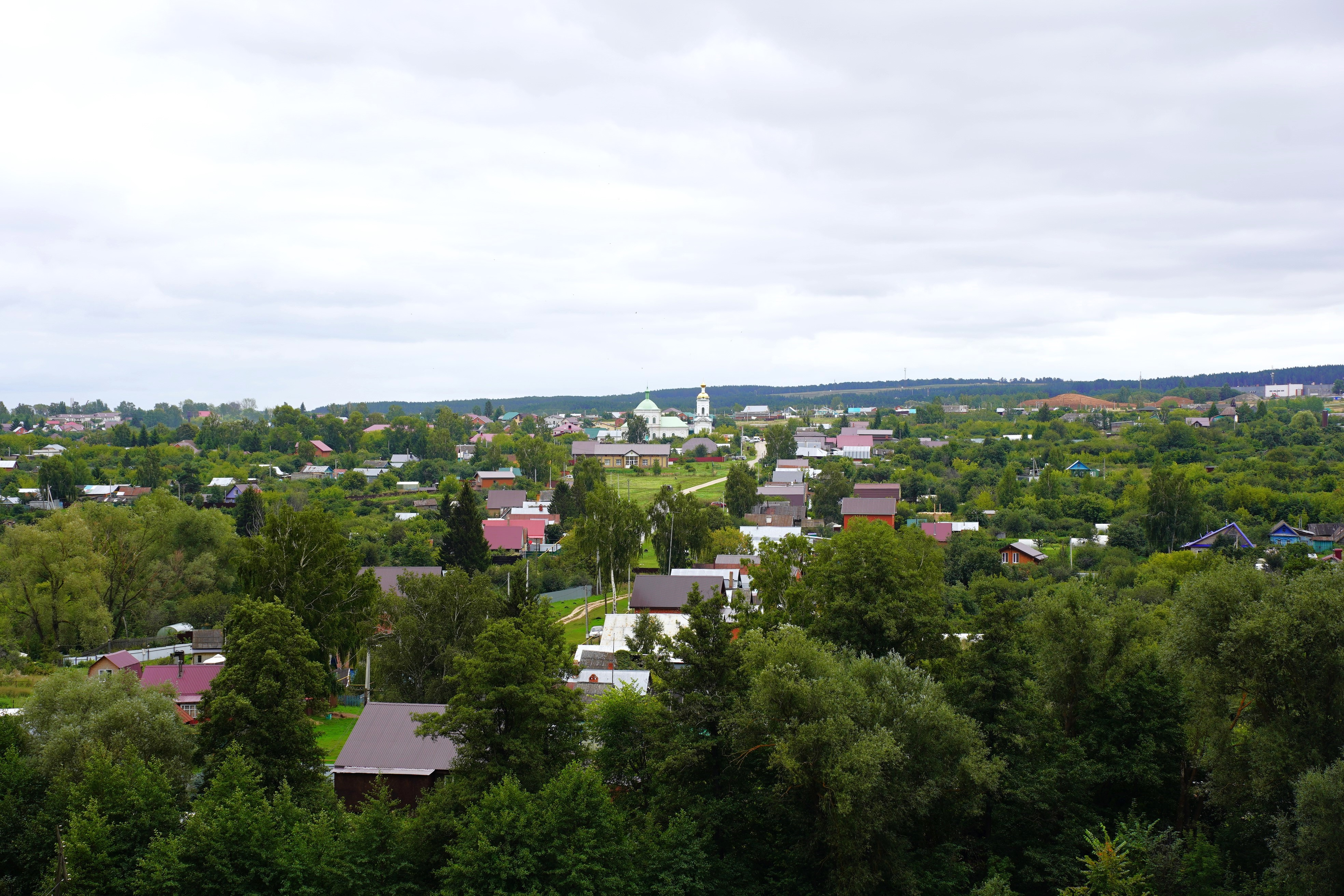
Вид на село Шеланга и церковь Рождества Христова

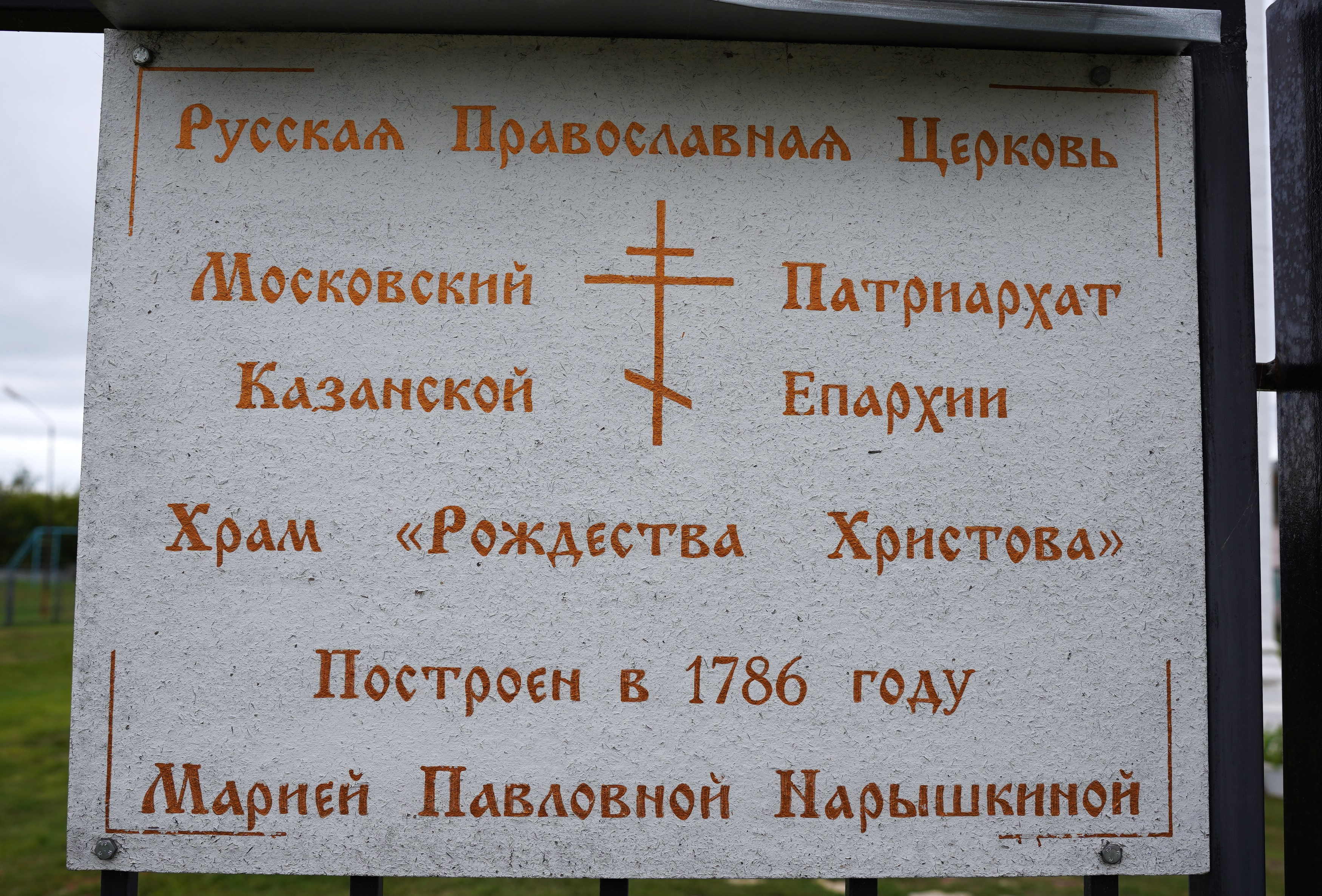
Информационная табличка на ограде церкви

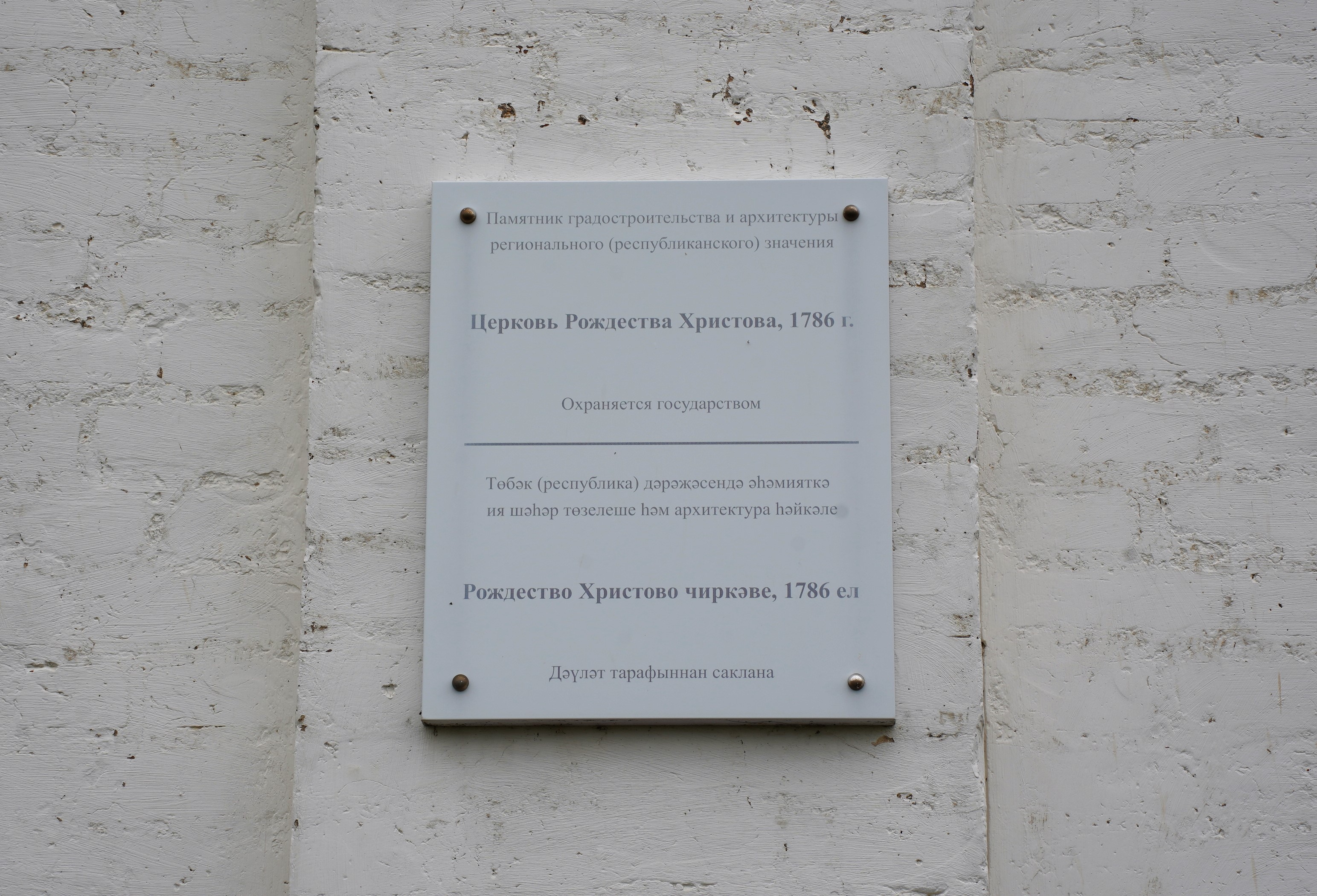
Табличка на здании церкви с информацией о том, что она охраняется государством

Церковь Рождества Христова — двухпрестольный храм Казанской епархии Татарстанской митрополии Русской православной церкви. Построен в 1783—1786 годах в стиле русского барокко на средства помещицы Марии Павловны Нарышкиной. Отличается высоким уровнем декоративного оформления фасадов и стилистической выразительностью. Является объектом культурного наследия Республики Татарстан.

## Территориальное расположение
Церковь Рождества Христова находится в Верхнеуслонском районе Татарстана, в селе Шеланга, расположенном на правом берегу Волги. Храм стоит в центральной части села по адресу: улица Школьная, 26.

## Архитектура
Церковь Рождества Христова представляет собой трёхчастное кирпичное строение белого цвета, состоящее из однокупольного храма, одноэтажной пристройки (в русской храмовой архитектуре часто именуется трапезной), которые через небольшое промежуточное строение соединены с двухъярусной колокольней.
Здание имеет симметрично-осевую композицию. Его главный объём кубической формы, расположенный под сомкнутым сводом, имеет два яруса; освещён с северной и южной сторон арочными окнами: по три — на верхнем ярусе, по два — на нижнем (правое нижнее окно с южной стороны заложено); между окнами нижнего яруса с обеих сторон имеются арочные входы. На куполе храма стоит восьмигранный глухой ложный барабан, увенчанный главкой с крестом (восстановлены в 2000-е годы). С восточной стороны к храму примыкает одноэтажная полукруглая апсида с пятью арочными окнами, два крайних из которых заложены. Одноэтажная пристройка, крытая вальмовой крышей, имеет с двух сторон по три арочных окна (правое окно с северной стороны заложено). С внешней стороны здание оформлено в стиле русского барокко: наличники окон, как и фронтоны над входами, украшены криволинейными волютами и филёнками; стены расчленены пилястрами и завершены по периметру двумя карнизами.
Колокольня построена в первой половине XIX века в стиле позднего классицизма. Она имеет два яруса — восьмерик на четверике. Вершина первого яруса с четырёх сторон украшена треугольными фронтонами со сложным геометрическим оформлением. С западной стороны колокольни расположен арочный вход в храм, с боковых сторон от него — ложные входы; все они обрамлены рустовой отделкой и ограничены с обеих сторон двойными пилястрами. Второй восьмигранный ярус колокольни имеет четыре арочных оконных проёма. В верхней части второго яруса с четырёх сторон прорезаны круглые слуховые окна. Восьмигранная золочённая шатровая крыша колокольни увенчана таким же восьмигранным глухим барабаном с золочённой луковичной главкой и крестом на вершине. На втором ярусе колокольни висят колокола.

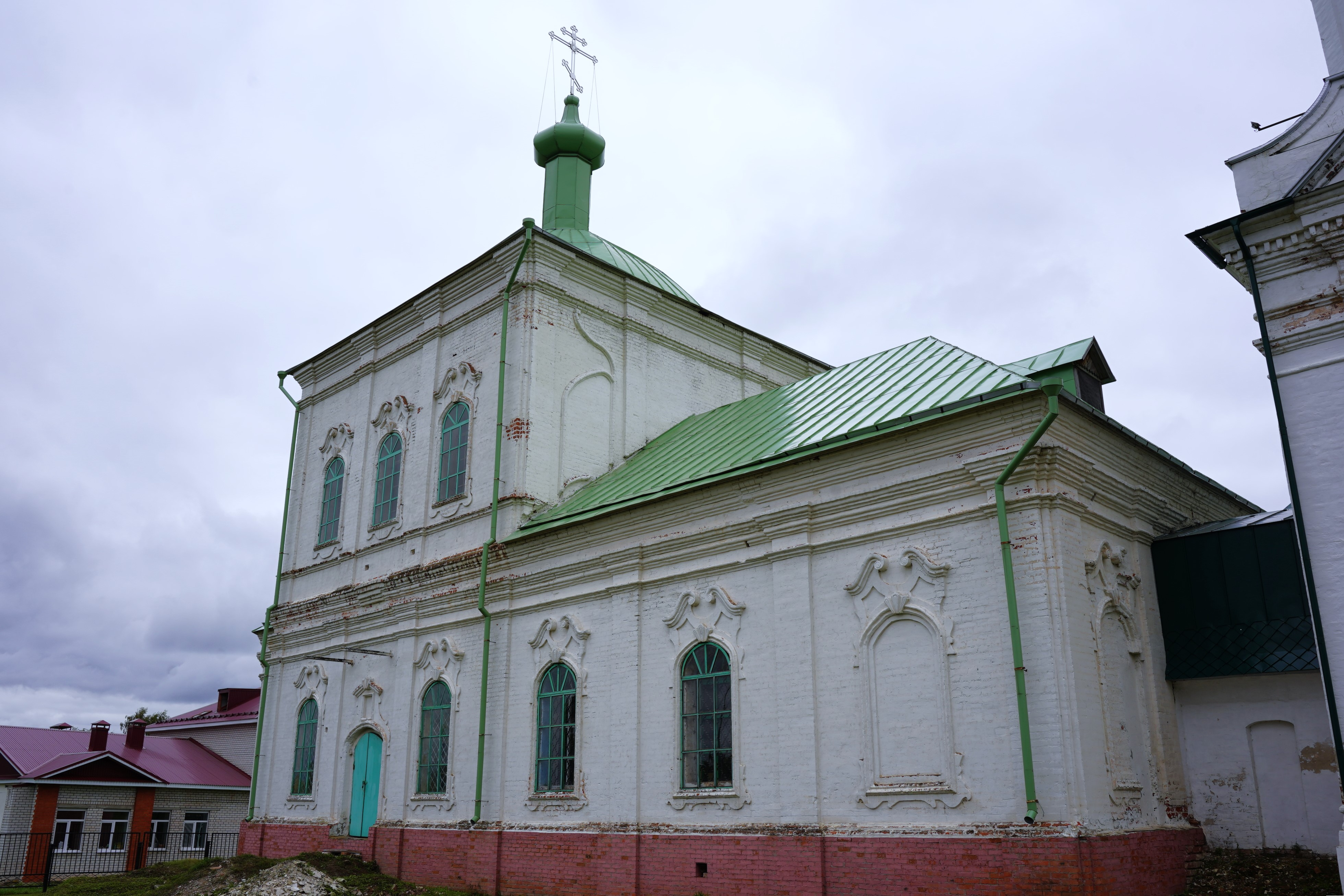
Северный фасад церкви
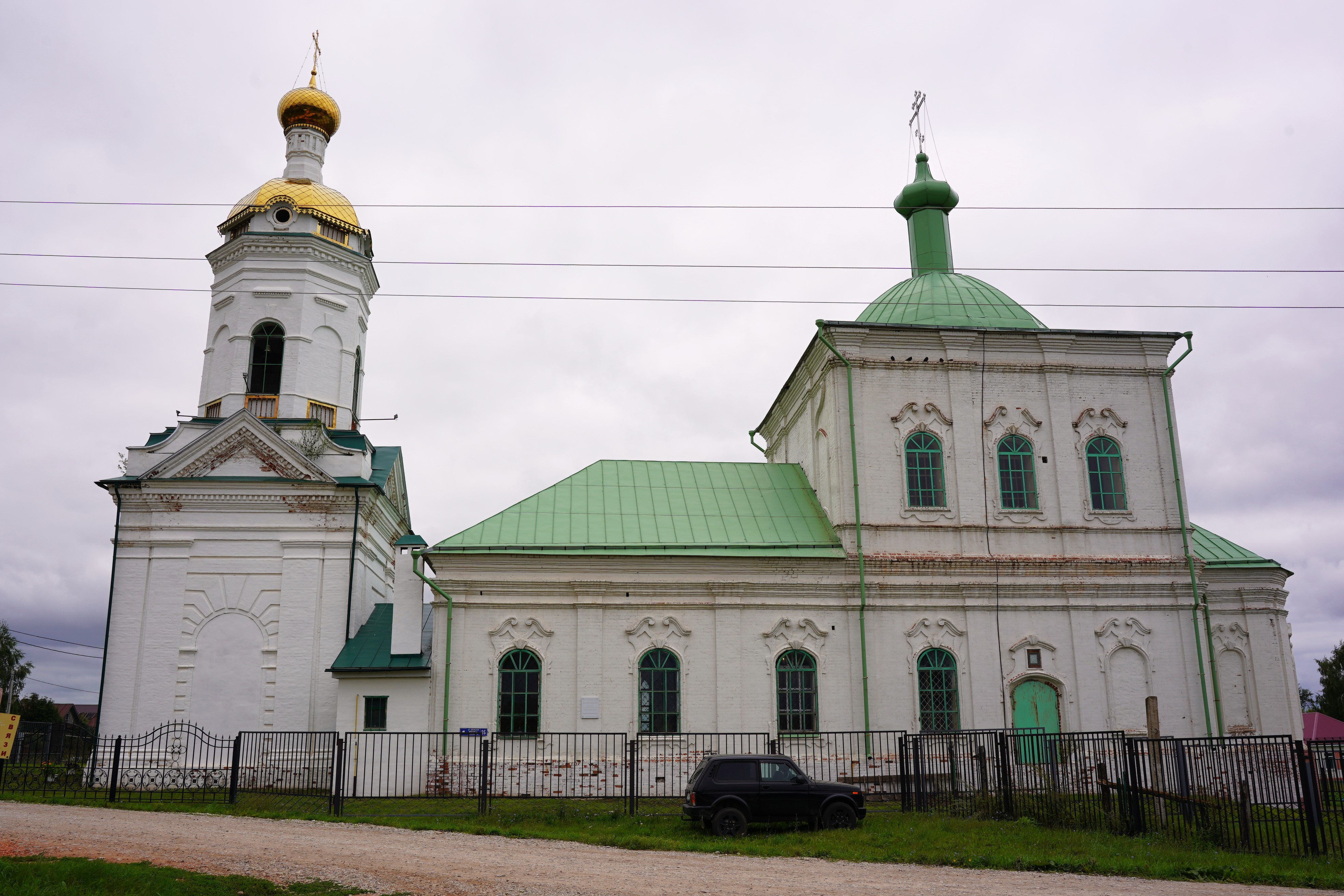
Южный фасад церкви
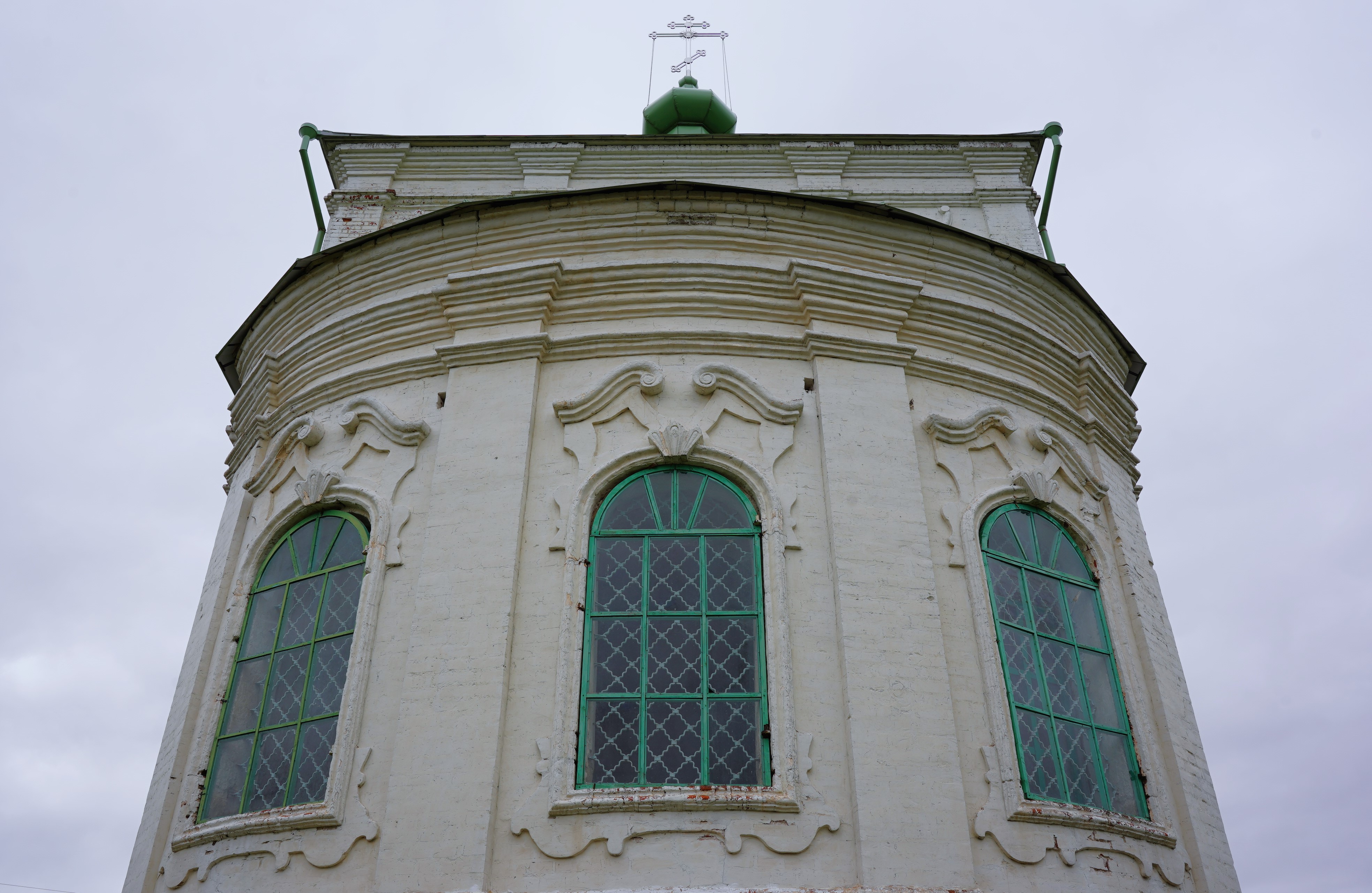
Апсида
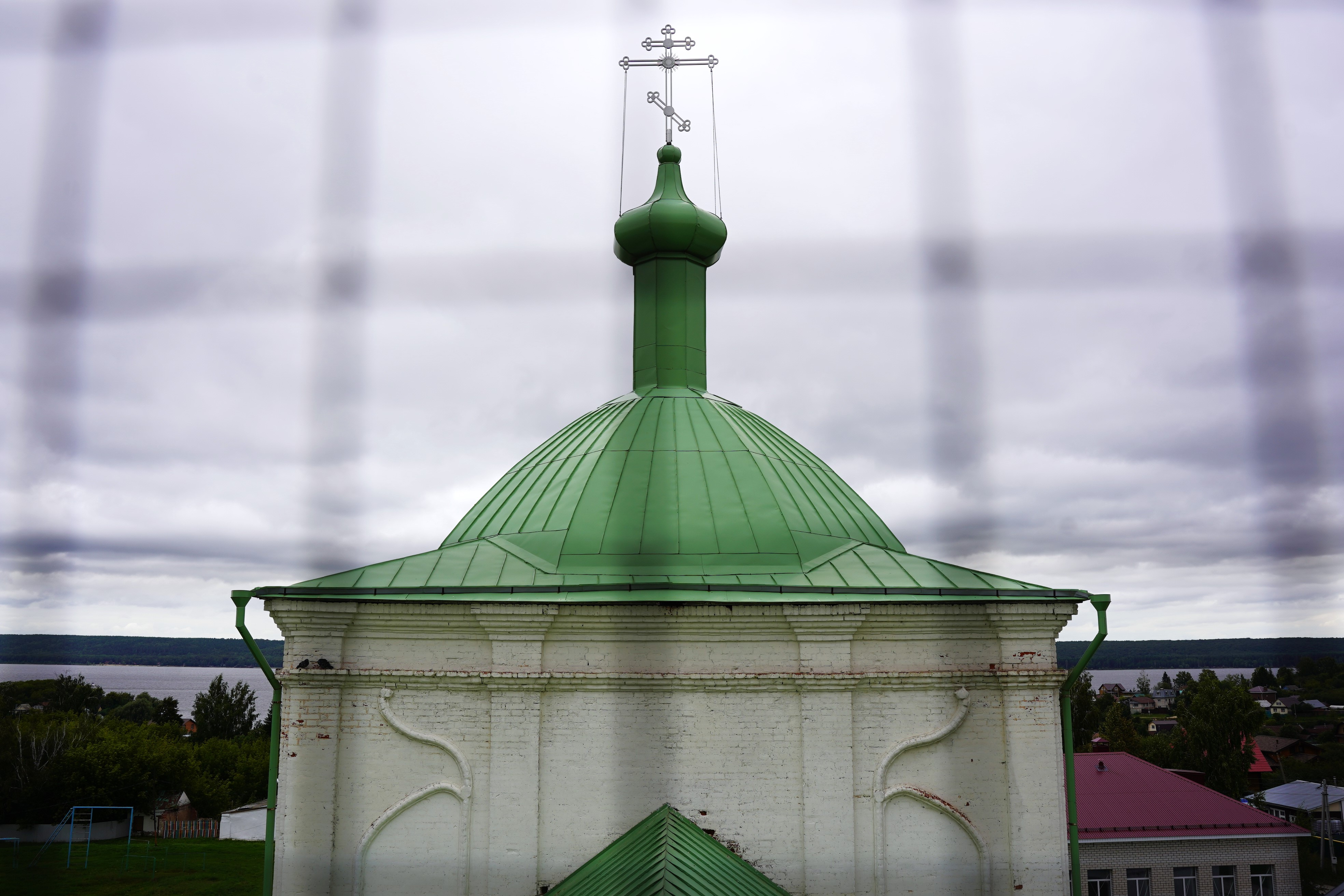
Вид на купол церкви с колокольни
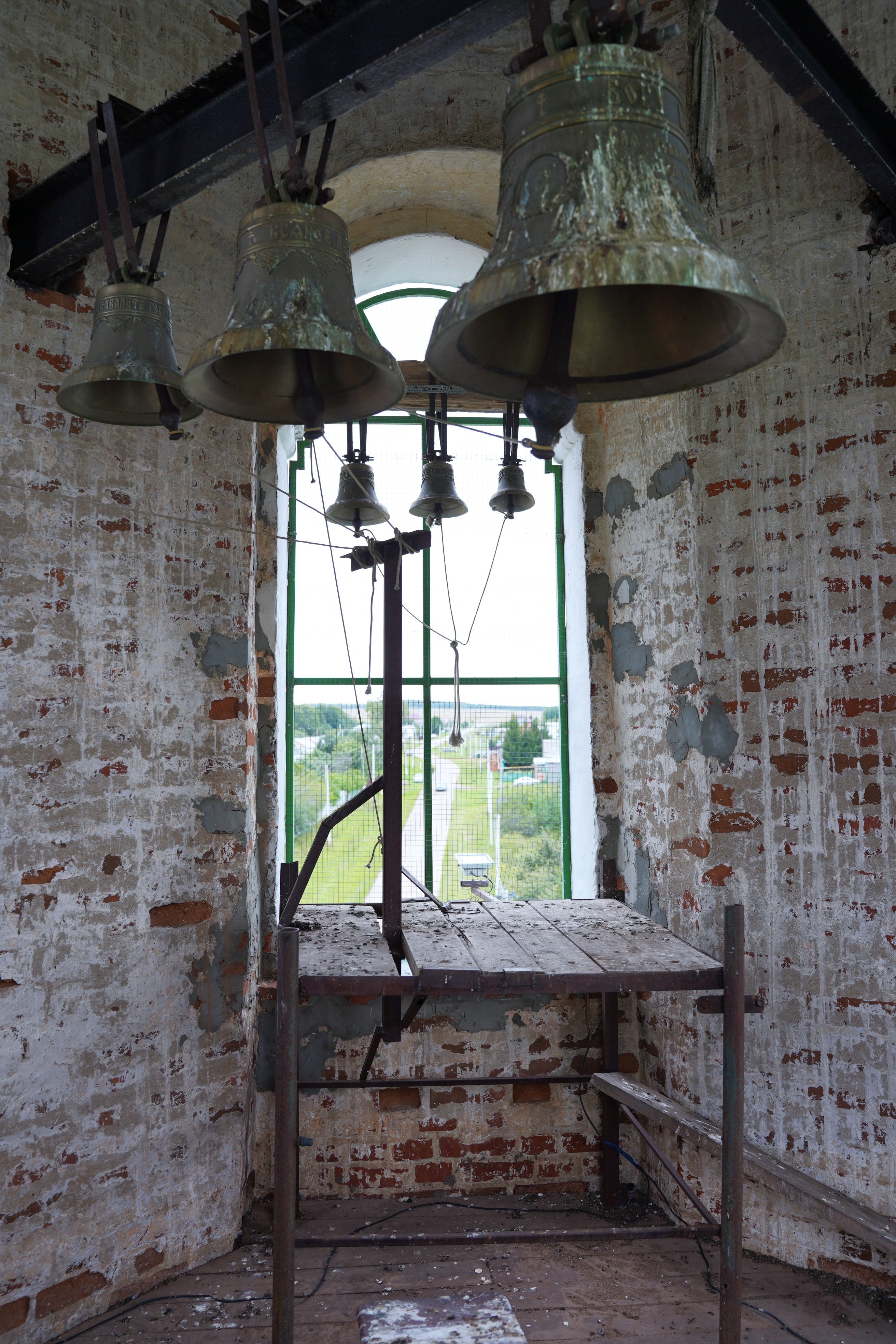
Внутренний вид второго яруса колокольни

### Интерьер
Исторический интерьер храма утрачен в советское время и, вероятно, воссозданию в полном объёме не подлежит, так как документы с описанием и изображением его внутреннего убранства не обнаружены.
Внутренняя отделка средней части храма почти утрачена, стены во многих местах лишены штукатурки, обнажая кирпичную кладку. Однако сохранился карниз, разделяющий внутреннее пространство храма на два яруса, и некоторые другие архитектурные элементы. На втором ярусе северной и южной стен, в пространстве между окнами едва просматриваются остатки исторической фресковой живописи. Фресковая живопись лучшего качества сохранилась на полусводе апсиды — изображение Бога Отца и сына его Иисуса Христа (образ Иисуса Христа в нижней части сильно повреждён из-за пролома в кирпичном своде). Находившийся в алтарной части храма престол Рождества Христова, осквернённый в советское время, утрачен.
Второй престол во имя Николая Чудотворца, освящённый в постсоветское время, находится в правом приделе. Благодаря ему церковь Рождества Христова в Шеланге также известна как церковь Николая Чудотворца или Никольская церковь (например, так она обозначена на карте Яндекс). Пространство одноэтажной пристройки разделено на две части современным иконостасом: в передней части (в притворе) расположен молельный зал, за иконостасом в правой половине находится упомянутый выше придел во имя Николая Чудотворца, слева от него — проход в среднюю часть храма.
В интерьере колокольни сохранились массивные каменные плиты, уложенные, вероятно, в первой половине XIX века. С внутренней стороны левой стены колокольни имеется проём в узкий кирпичный коридор с крутой лестницей, ведущей на второй ярус.

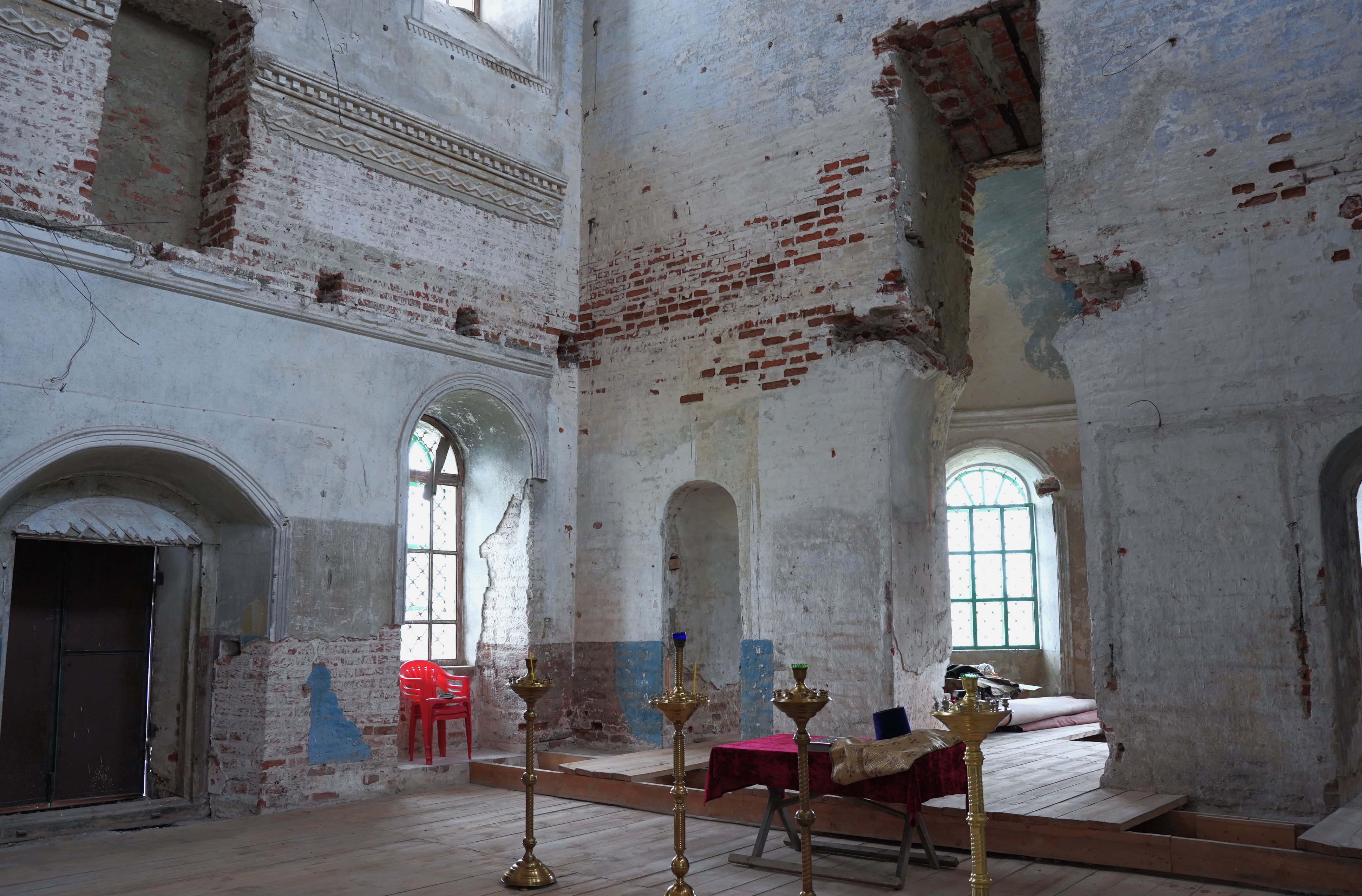
Внутреннее состояние средней части храма
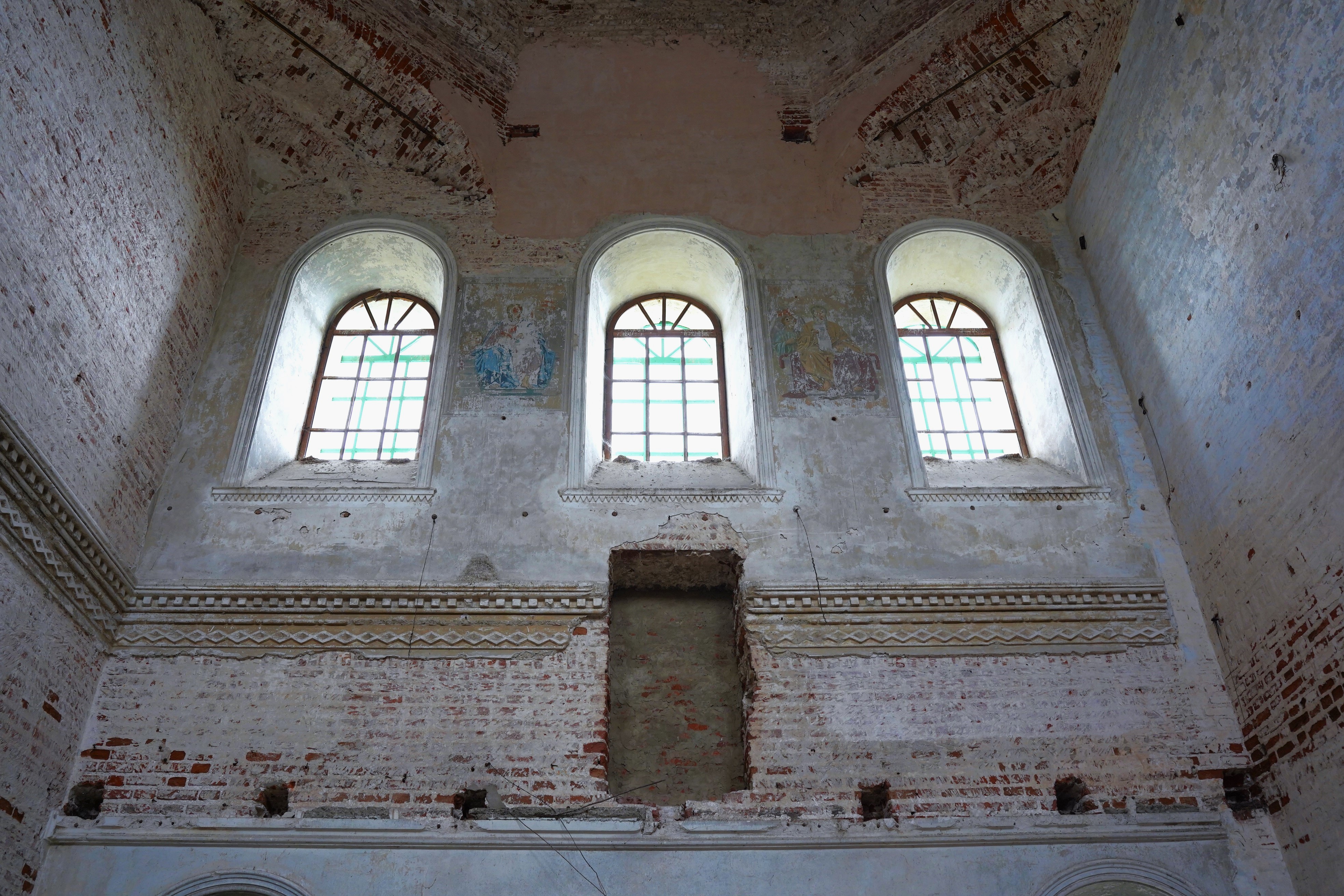
Остатки фресковой живописи на северной стене средней части храма
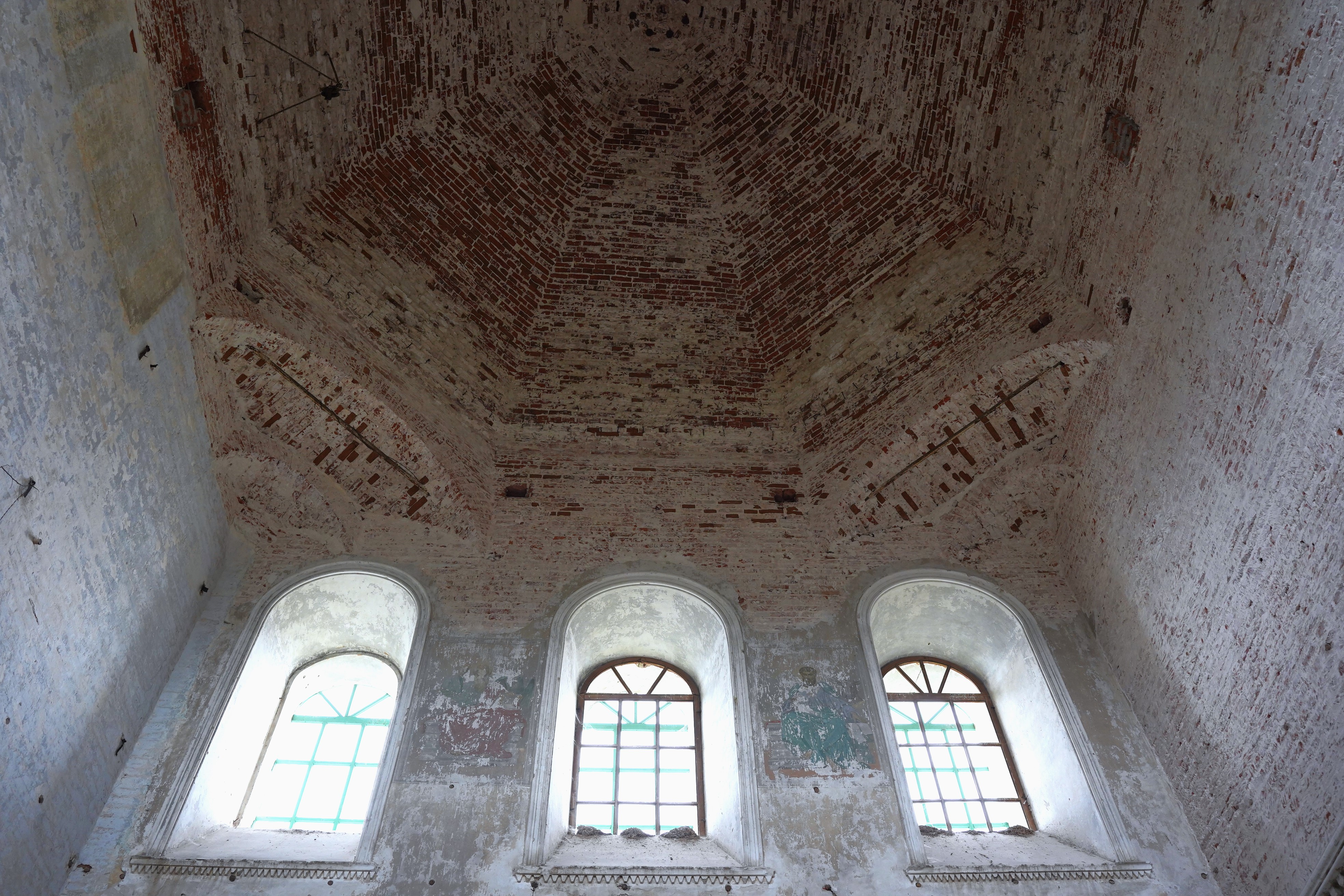
Остатки фресковой живописи на южной стене средней части храма
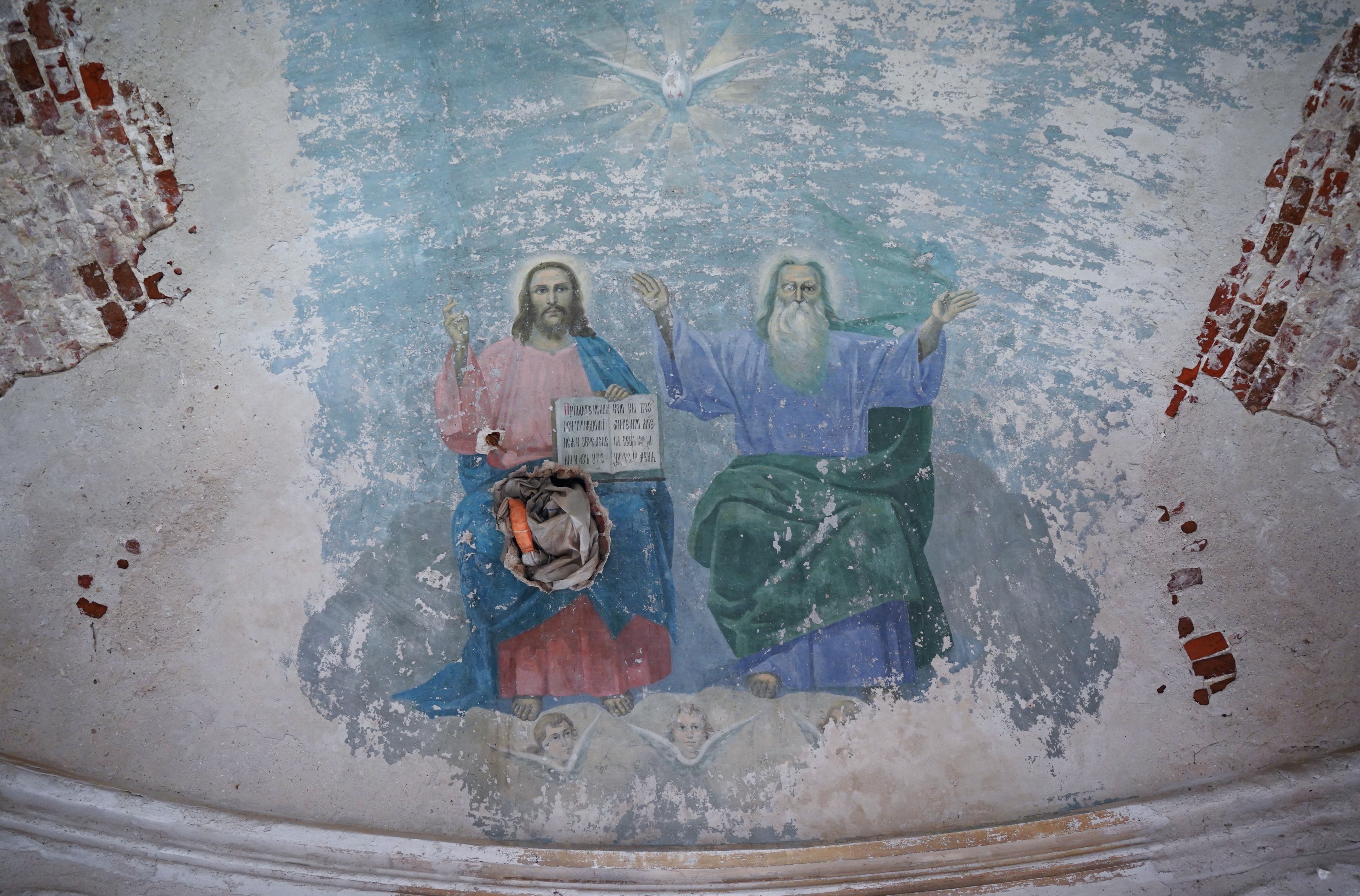
Сохранившаяся фреска на полусводе апсиды
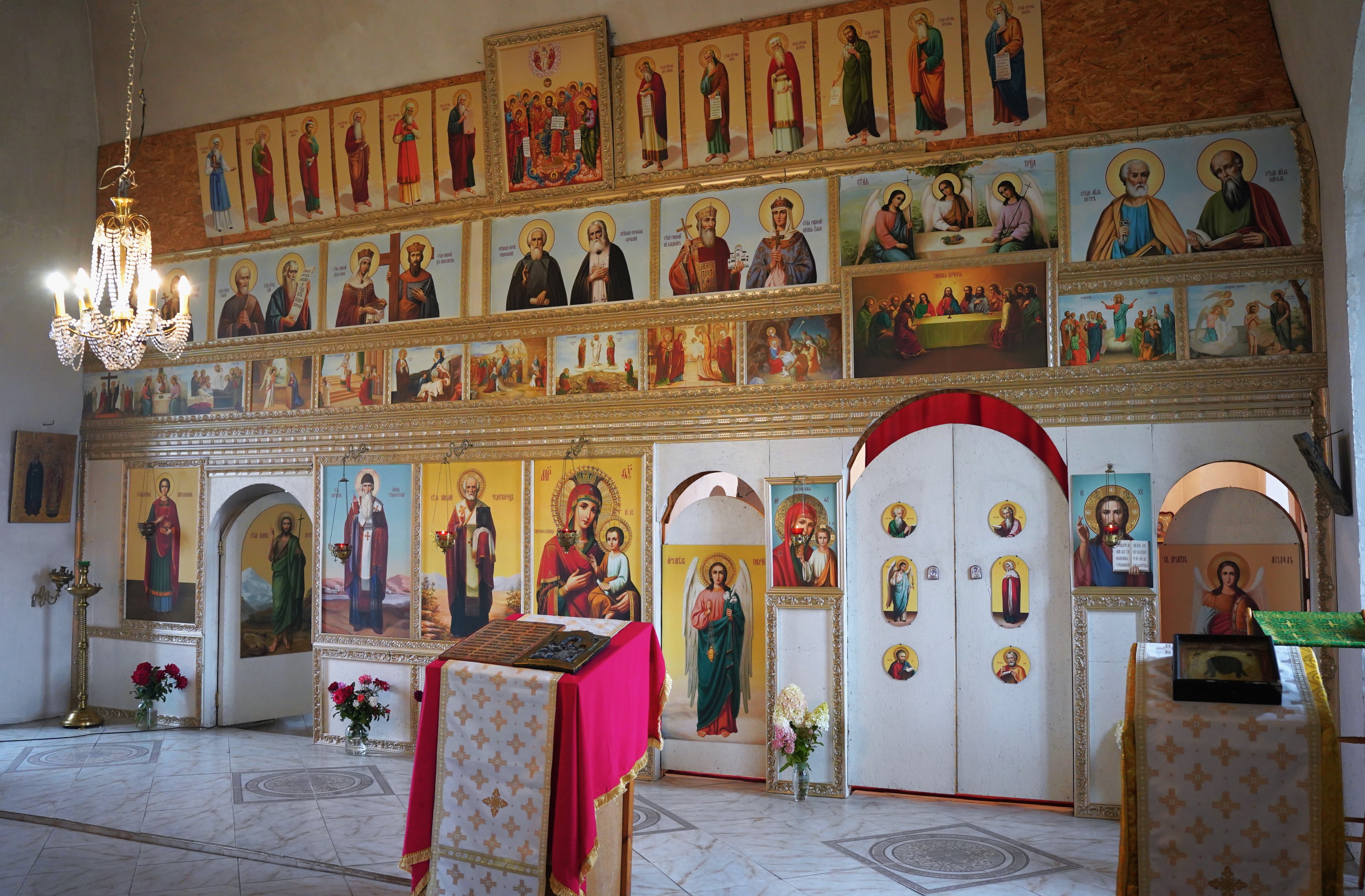
Современный иконостас в притворе

## История

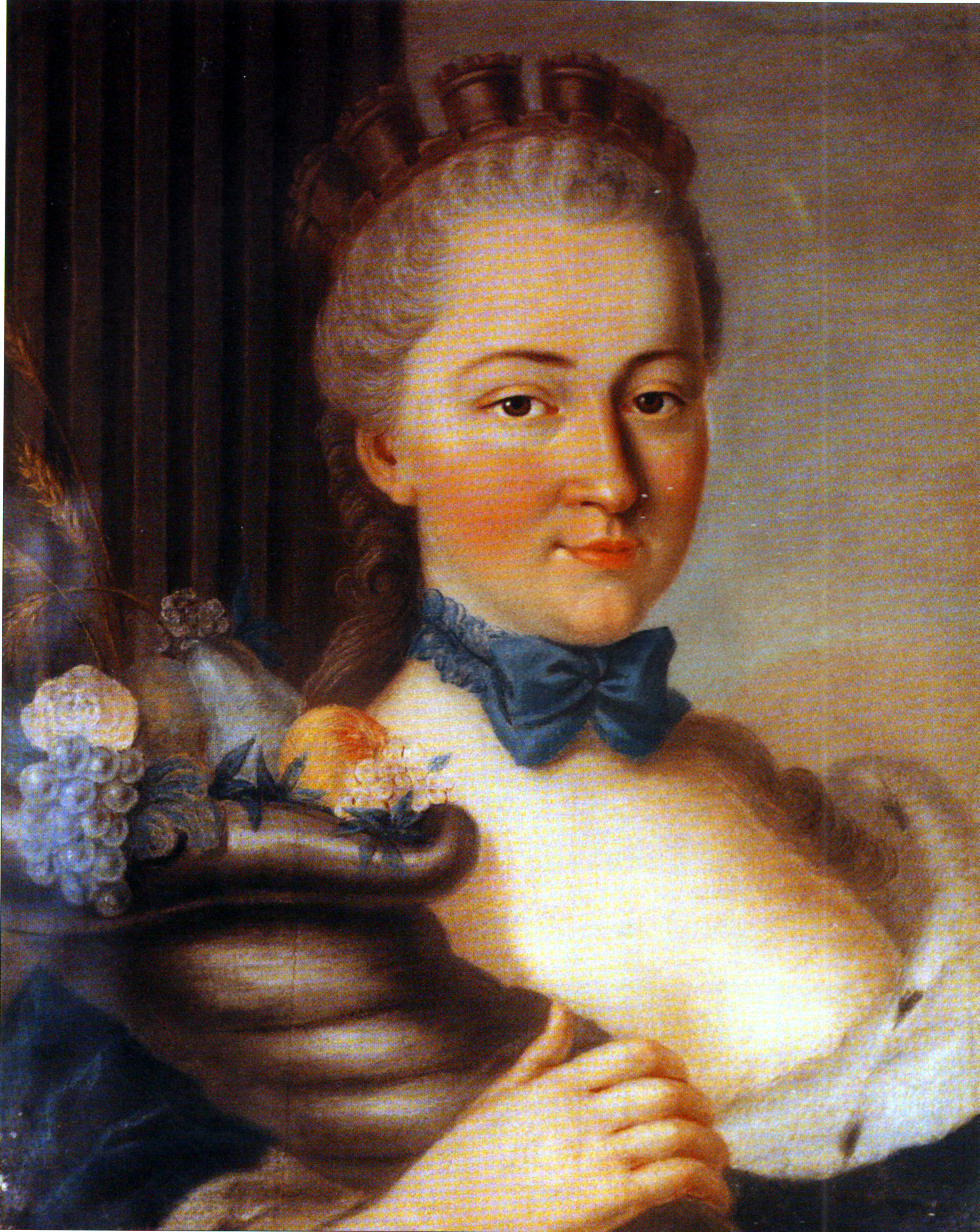
Портрет М. П. Нарышкиной, на средства которой построена церковь Рождества Христова в селе Шеланга

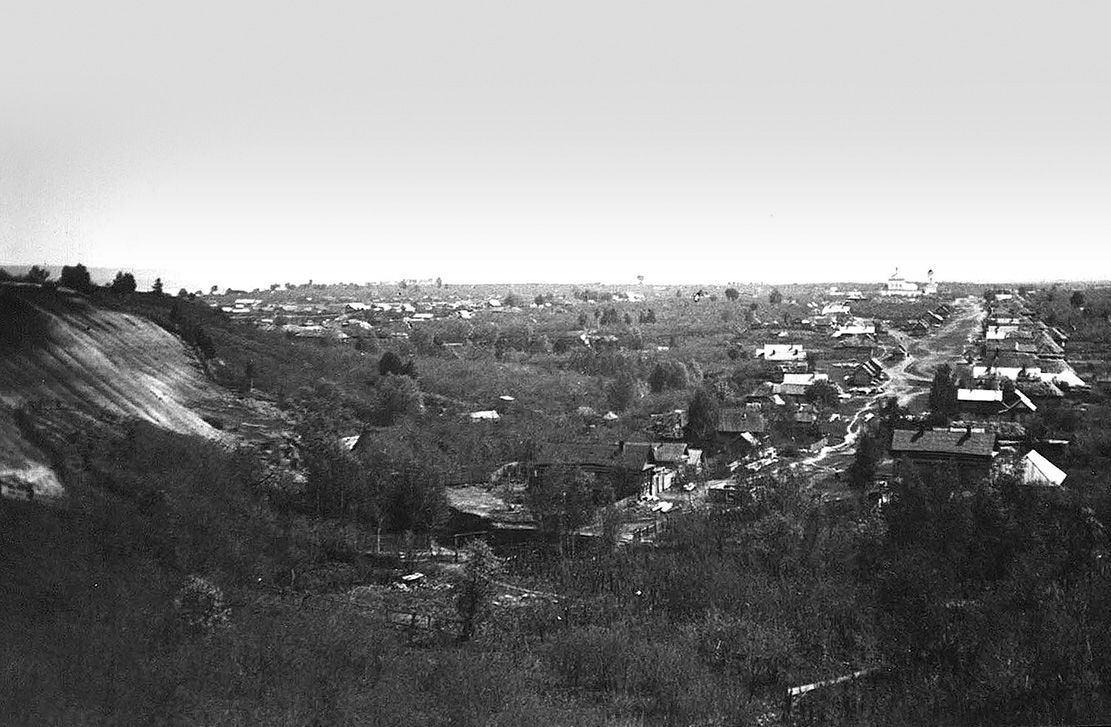
Село Шеланга в 1912 году (вид с северной стороны): на горизонте видна церковь Рождества Христова

Первый храм в Шеланге был деревянным, построен в 1683 году и освящён во имя Николая Чудотворца. По названию этой церкви само село стало именоваться Никольским.
Никольское являлось дворцовым селом, но в 1693 году Пётр I пожаловал его своему родственнику Кириллу Алексеевичу Нарышкину (1670 ? — 1723). Позже это село унаследовал старший сын К. А. Нарышкина — гофмаршал Семён Кириллович Нарышкин (1710—1775), супругой которого была Мария Павловна Нарышкина (урожд. Балк-Полевая; 1728—1793).
Именно на её средства в 1783—1786 годах была построена каменная церковь Рождества Христова, сохранившаяся до наших дней. С появлением этого храма село Никольское также стало именоваться Христорождественским, но позже за ним утвердилось название Шеланга.
Очевидно, церковь Рождества Христова с самого начала являлась двухпрестольным храмом, так как на это указывает смещённое влево расположение входа в среднюю часть храма. В официальных епархиальных справочниках начала XX века главный престол в честь Рождества Христова именуется холодным, а придел во имя Николая Чудотворца — тёплым.
В состав прихода в этот период входили только жители села Шеланга. В одном из современных изданий утверждается, что в дореволюционный период «обстановка в приходе была сложной, так как большинство населения Шеланги составляли старообрядцы Белокриницкой иерархии и федосеевского согласия, поэтому в большом и богатом селе храм был бедным и священники здесь служили, как правило, недолго».
Впрочем, официальная епархиальная статистика начала XX века утверждает, что раскольников в Шеланге было менее 20 человек, при этом подавляющее большинство населения было прихожанами церкви Рождества Христова, хотя их численность в этот период сокращалась.
Количество дворов и численность прихожан церкви Рождества Христова в Шеланге:
- 1900 год — 262 двора и 1208 прихожан (511 мужчин и 697 женщин)[6];
- 1904 год — 283 двора и 1143 прихожан (503 мужчин и 640 женщин)[7];
- 1909 год — 274 двора и 1097 прихожан (487 мужчин и 610 женщин)[8].

Настоятелем прихода с 1896 года был Иван Иванович Воздвиженский (женат, имел 6 детей; окончил курс семинарии по 2 разряду, законоучитель), а в 1905 году его в этой должности сменил Александр Семёнович Гаврилов. Псаломщиком с 1887 года являлся Ефим Ефимович Зайцев (женат, имел двоих детей).
В советское время церковь Рождества Христова была закрыта (вероятно, в 1930-е годы), а здание было передано под другие нужды. В течение последующего времени было утрачено внутреннее убранство храма, а также многие внешние конструктивные элементы, в том числе кровля, главки с крестами над куполом и колокольней. В последние десятилетия советской власти в здании церкви размещался спортзал сельской школы, расположенной по соседству (школа была открыта в 1957 году, поэтому можно предположить, что церковное здание использовалось как спортзал примерно с этого времени).
В 1999 году церковь Рождества Христова была возвращена Казанской епархии. Позже началась её реставрация: в 2000-е годы восстановили кровлю над сомкнутым сводом четверика, а в 2012 году отреставрировали колокольню, установив на ней позолоченную луковичную главку. По состоянию на 2024 год не восстановленными остаются интерьер и внутреннее убранство храма, в котором местами сохранились остатки фресковой живописи. Главным вдохновителем восстановления церкви Рождества Христова является настоятель храма Алексей Владимирович Ситников.